# The Little Damozel
The Little Damozel er en britisk stumfilm fra 1916 af Wilfred Noy.

## Medvirkende
- J. Hastings Batson som Craven.
- Roy Byford som Beppo.
- Norah Chaplin som Cybil Craven.
- Barbara Hoffe som Julie Alardy.
- Richard Lindsay som Parkinson.